# اولریش بز
اولریش بز، (به آلمانی: Ulrich Bez) (زاده ۱۷ نوامبر ۱۹۴۳) کارآفرین، صنعتگر و مدیر ارشد اجرایی آلمانی است، که در حال حاضر به‌عنوان مدیرعامل شرکت خودروسازی استون مارتین و رییس هیئت مدیره شرکت استون مارتین لاگوندا فعالیت می‌نماید.
دکتر بز سابقه فعالیت در شرکت‌های پورشه، ب ام و، فورد، اوپل و دوو موتورز را دارا می‌باشد و در طراحی، ساخت و توسعه خودروهای فراوانی همکاری داشته که برای نمونه می‌توان به ب‌ام‌و زد۱، پورشه ۹۳۰، پورشه ۹۱۱ و پورشه ۹۹۳، دوو لانوس، دوو لگانزا، دوو ماتیز و دوو نوبیرا اشاره نمود.
وی از سال ۲۰۰۰ تاکنون سکان رهبری کمپانی استون مارتین را در دست دارد که حاصل آن تولید و ارائه مدل‌هایی چون آستون مارتین دی‌بی۹، آستون مارتین ونتیج (۲۰۰۵) و آستون مارتین رپید بوده‌است.